# Pornpan Hoemhuk
Pornpan Hoemhuk (* 3. Juni 1993) ist eine thailändische Sprinterin, die sich auf die 400-Meter-Distanz spezialisiert hat und vor allem mit der thailändischen 4-mal-400-Meter-Staffel Erfolge verzeichnen konnte.

## Sportliche Laufbahn
2010 nahm Pornpan Hoemhuk mit der Staffel an den Juniorenasienmeisterschaften in Hanoi teil und gewann dort die Goldmedaille. 2011 und 2013 gewann sie ebenfalls die Goldmedaille mit der Staffel bei den Südostasienspielen in Palembang und Naypyidaw. 2014 gewann sie bei den Hallenasienmeisterschaften in Hangzhou die Silbermedaille und belegte bei den Asienspielen in Incheon den vierten Platz. 2015 gewann sie mit der Staffel die Silbermedaille bei den Südostasienspielen in Singapur und nahm erstmals als Studentin der Bangkok Thonburi University an der Universiade in Gwangju teil. Dort gelangte sie im Einzelbewerb bis in das Halbfinale und belegte mit der thailändischen Stafette den siebten Platz. 2017 schied sie bei den Asienmeisterschaften im indischen Bhubaneswar über 400 Meter im Vorlauf aus und belegte mit der Staffel den fünften Rang. Bei den Weltstudentenspielen in Taipeh erreichte sie mit der Staffel den siebten Platz. Anfang September gewann sie bei den Asian Indoor & Martial Arts Games 2017 in Aşgabat die Goldmedaille mit der Staffel.

## Bestleistungen
- 400 Meter: 55,42 s, 3. August 2014 in Schifflingen